# فیداکسومایسین
فیداکسومایسین نخستین عضو از یک رده از داروهای آنتی‌بیوتیک درشت‌حلقه با طیف محدود به‌نام تیاکومایسین‌ها است. این ماده، یک محصول تخمیری است که از زیرگونهٔ "hamdenesis" اکتینومیست "Dactylosporangium aurantiacum" به‌دست می‌آید. فیداکسومایسین در صورت مصرف خوراکی، به‌مقدار کم در جریان خون جذب می‌شود، باکتری‌کش است و به‌طور انتخابی، باکتری بیماری‌زای کلستریدیوم دیفیسیل را با ریسک آسیب نسبتاً کمی بر گونه‌های متعدد باکتری که فلور باکتریایی طبیعی و سالم دستگاه گوارش را تشکیل می‌دهند، ریشه‌کن می‌کند. حفظ شرایط فیزیولوژیکی طبیعی در رودهٔ بزرگ ممکن است احتمال عود عفونت انتروکولیت با غشای کاذب ناشی از کلستریدیوم دیفیسیل را کاهش دهد.
این دارو توسط شرکت مِرک به بازار عرضه می‌شود و برای درمان عفونت کلستریدیوم دیفیسیل، یا اسهال مرتبط با کلستریدیوم دیفیسیل یا بیماری مرتبط با کلستریدیوم دیفیسیل (CDI)، مورد استفاده است.
فیداکسومایسین به‌صورت یک قرص ۲۰۰ میلی‌گرمی موجود است که برای مصرف هر ۱۲ ساعت به‌مدت ۱۰ روز تجویز می‌شود. کل مدت درمان با این دارو باید بر اساس وضعیت بالینی بیمار تعیین شود. فیداکسومایسین در حال حاضر یکی از گران‌ترین آنتی‌بیوتیک‌های تأییدشده برای استفاده است و هزینهٔ یک دورهٔ استاندارد مصرف آن، بیش از ۱۳۵۰ پوند است.

## سازوکار
فیداکسومایسین به آران‌ای پلی‌مراز باکتریایی متصل شده و از حرکت «مناطق سوئیچ» جلوگیری می‌کند و رونویسی را مهار می‌کند. این دارو دارای حداقل جذب سیستمیک و طیف محدودی از فعالیت است و در برابر باکتری‌های گرم مثبت به‌ویژه کلوستریدیاها فعال است.

## کارآزمایی بالینی
نتایج خوبی توسط شرکت سازنده در سال ۲۰۰۹ گزارش شد. در یک کارآزمایی بالینی فاز III که در فوریهٔ ۲۰۱۱ منتشر شد، نشان داده شد که فیداکسومایسین به اندازه وانکومایسین برای درمان عفونت کلستریدیوم دیفیسیل، مؤثر است. همچنین عود کمتر بیماری و عفونت و اثرات جانبی دارویی مشابه وانکومایسین در این کارآزمایی، مشاهده شد.
بر اساس یک کارآزمایی بالینی چندمرکزی، فیداکسومایسین در کودکان مبتلا به اسهال مرتبط با کلستریدیوم دیفیسیل، به‌خوبی تحمل می‌شود و ویژگی‌های فارماکوکینتیکی مشاهده‌شده در کودکان، مشابه بزرگسالان بود.
با وجود بودجهٔ بالایی که برای درمان با فیداکسومایسین هزینه می‌شود، یک مطالعهٔ سیستماتیک منتشرشده در سال ۲۰۱۷ نشان داد که فیداکسومایسین در مقایسه با مترونیدازول و وانکومایسین در بیماران مبتلا به عفونت کلستریدیوم دیفیسیل، مقرون به‌صرفه است.

## تأییدیه‌ها
فیداکسومایسین در ۵ آوریل ۲۰۱۱، تأییدیهٔ پانل مشاورهٔ سازمان غذا و داروی آمریکا (FDA) برای درمان عفونت دیفیسیل را به‌دست‌آورد و در ۲۷ مه ۲۰۱۱ نیز تأییدیهٔ کامل FDA را دریافت کرد. تا ژانویهٔ ۲۰۲۰، فیداکسومایسین برای استفاده در کودکان ۶ ماهه و بزرگ‌تر برای اسهال مرتبط با کلوستریدیوم دیفیسیل (CDAD) مورد تأیید FDA است.

## اثرات جانبی
شایع‌ترین اثرات جانبی گزارش‌شده در بزرگسالان، پس از مصرف فیداکسومایسین شامل تهوع، درد شکم، استفراغ، کم‌خونی، نوتروپنی و خون‌ریزی گوارشی است. در کودکان، شایع‌ترین اثرات جانبی عبارت‌اند از تب، استفراغ، اسهال، یبوست، درد شکم، بثورات پوستی و افزایش آمینوترانسفرازها.